# فهرست کشورها بر پایه تولید بوکسیت

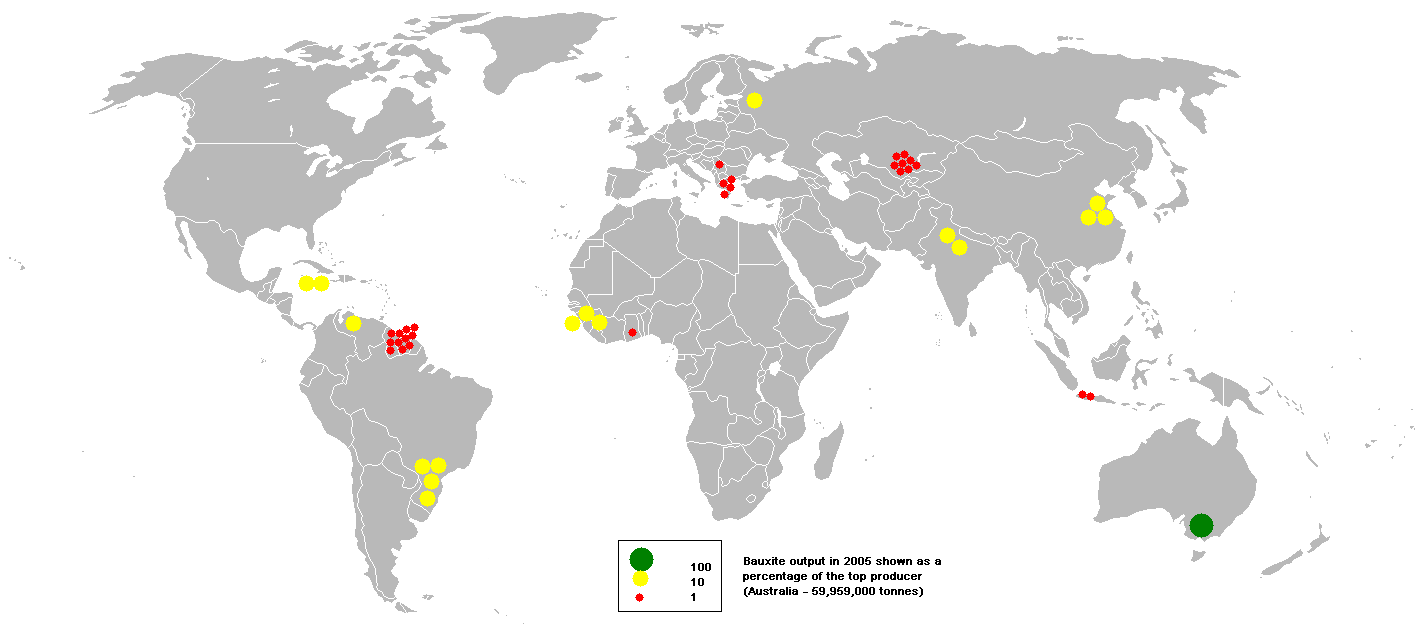
تولید بوکسیت در سال ۲۰۰۵

بوکسیت مهم‌ترین سنگ معدن آلومینیوم است. بوکسیت در ابتدا توسط (پیر برتیر) زمین‌شناس فرانسوی در روستای (لی بوی) جنوب فرانسه در سال ۱۸۲۱، شناخته شد.

## فهرست کشورهای تولید کننده
این فهرست کشورهای تولیدکننده بوکسیت است. این امار بر اساس «بررسی زمین شناسی بریتانیا» در سپتامبر ۲۰۱۰ منتشر شده‌است.
| رتبه | کشور            | تولید بوکسیت (تن) |
| ---- | --------------- | ----------------- |
|      | جهان            | ۲۱۳٬۰۰۰٬۰۰۰       |
| ۱    | استرالیا        | ۶۲٬۴۲۸٬۰۰۰        |
| ۲    | برزیل           | ۲۵٬۴۶۰٬۷۰۰        |
| ۳    | هندوستان        | ۲۲٬۹۹۹٬۰۰۰        |
| ۴    | چین             | ۲۱٬۶۰۰٬۰۰۰        |
| ۴    | گینه            | ۱۸٬۵۱۹٬۰۱۰        |
| ۵    | اندونزی         | ۱۶٬۰۰۰٬۰۰۰        |
| ۶    | جامائیکا        | ۱۴٬۵۶۷٬۷۳۸        |
| ۸    | روسیه           | ۶٬۰۵۳٬۹۰۰         |
| ۹    | سورینام         | ۵٬۲۷۳٬۱۹۵         |
| ۱۰   | ونزوئلا         | ۵٬۰۰۰٬۰۰۰         |
| ۱۱   | قزاقستان        | ۴٬۹۶۲٬۶۰۰         |
| ۱۲   | گویان           | ۲٬۲۴۸٬۹۲۸         |
| ۱۳   | یونان           | ۲٬۲۲۰٬۰۰۰         |
| ۱۴   | سیرالئون        | ۱٬۱۶۹٬۰۳۶         |
| ۱۵   | غنا             | ۱٬۰۳۳٬۳۶۸         |
| ۱۶   | ترکیه           | ۸۶۳٬۴۰۴           |
| ۱۷   | بوسنی و هرزگوین | ۸۰۰٬۵۴۶           |
| ۱۸   | مونته نگرو      | ۶۶۷٬۰۵۳           |
| ۱۹   | مجارستان        | ۵۱۵٬۰۶۱           |
| ۲۰   | ایران           | ۵۰۰٬۰۰۰           |
| ۲۱   | فرانسه          | ۱۶۰٬۰۰۰           |
| ۲۲   | مالزی           | ۱۵۶٬۷۸۵           |
| ۲۳   | ایالات متحده    | ۱۲۸٬۷۴۲           |
| ۲۴   | ویتنام          | ۸۰٬۰۰۰            |
| ۲۵   | پاکستان         | ۱۸٬۰۸۲            |
| ۲۶   | موزامبیک        | ۱۱٬۸۰۰            |
| ۲۷   | تانزانیا        | ۵٬۰۰۳             |